# Como en el cine
Como en el cine  é uma telenovela mexicana exibida pela Azteca e produzida por Antulio Jiménez Pons em 2001. 
Foi protagonizada por Lorena Rojas e Mauricio Ochmann com antagonização de Ninel Conde e Sergio Mayer.

## Elenco
- Lorena Rojas: Isabel "Chabela" Montero
- Mauricio Ochmann: Javier Borja / Joaquín "Joaco" Borja
- Olivia Collins: Susana "Zu Zu" Ramírez
- Héctor Soberón: Enrique
- Roberto Blandón: Don Julio
- Alberto Mayagoitía: Billy Billetes
- Sergio Mayer: Daniel
- Tomás Goros: Julián
- Ángela Fuste: Bárbara
- Betty Monroe: Rubí de Billetes
- Ana La Salvia: Zafiro
- Ninel Conde: Topacio "La Matadora"
- Daniela Garmendia: Esmeralda
- Úrsula Prats: Nieves de Borja
- Arturo Beristáin: Francisco
- José Joel: Gerardo
- Evangelina Martínez: Lencha
- Aline Hernández: Erika
- Juan Vidal: Federico
- Jorge Galván: Evaristo
- Aarón Beas: Martín
- Juan Alfonso Baptista: Charlie
- Nubia Martí: Gabriela "Gaby"
- José Ramón Escorza: Claudio "Chipilo"
- Alberto Casanova: Raúl
- Hugo Esquinca: Luis "El Nacotlan"
- Eva Prado: Martha
- Ramiro Orci: Gabino
- Alejandra Lazcano: Sofía Borja
- Andrea Noli: Perla
- Geraldine Bazán: Regina Linares / Amatista
- Fidel Garriga: Fidel
- Surya MacGregor: Telma
- Beatriz Morayra: Brenda
- Rosalba Brambila: Pilar
- Magda Giner: Emilia "La Lilis"
- Carlos East: Leonardo
- Ernesto East: Leobardo
- Pablo Azar: Arturo
- Liz Gallardo: Rocío Montero
- Simone Victoria: Lulú
- Miguel Ángel Lomelin: Mauricio
- Mario Sauret: Dr. Morelli
- Bertha Kaim: Valeria
- David Zepeda: Paco
- Luis Uribe: Manuel
- José Luis Franco: Saúl "Ojitos"
- Margot Wagner: Hermana Mercedes
- Miguel Couturier: Vicente
- Arcelia Chavira: Faustina
- Alicia Bonet: Madre María
- Beatriz Martínez: Azucena
- Regina Torné: Romualda Billetes
- Ángel Arellano: Manolo "Manolete"
- Jorge Félix
- Alejandra Ley: Dolores "Lolita"
- Andrea Escalona: Malena
- Angy Almanza: Alejandra
- Carmen Delgado: Aracely
- Carmen Zavaleta: Irmã Patricia
- Dafne Padilla: Renata
- Paola Núñez: Karen
- Dora Montero: Trabalhadora social
- Graciela Orozco
- Josafat Luna: Padre
- Julio Escalero
- Mariana Urrutia
- Mariana Torres: Gloria
- Reneé Campero
- Sonia Cavazos
- Susana Salazar
- Tamara Guzmán: Silvia